# Lengnau (Aargau)

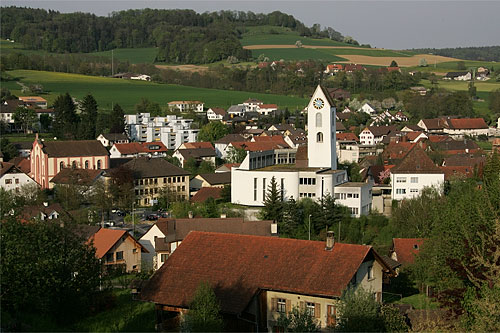
Lengnau

Lengnau is een gemeente en plaats in het Zwitserse kanton Aargau en maakt deel uit van het district Zurzach. Lengnau telt 2.614 inwoners.

## Geboren
- Alis Guggenheim (1896-1958), kunstschilderes en beeldhouwster